# Stazione di Shimotsuke-Hanaoka
La stazione di Shimotsuke-Hanaoka (下野花岡駅?, Shimotsuke-Hanaoka-eki) è una stazione ferroviaria situata della cittadina di Takanezawa, distretto di Shioya nella prefettura di Tochigi, ed è servita dalla linea Karasuyama della JR East.

## Servizi ferroviari
East Japan Railway Company
■ Linea Karasuyama

## Struttura
La stazione è dotata di un marciapiede laterale con un solo binario per entrambe le direzioni.
| 1 | ■ Linea Karasuyama | per Niita, Ōgane, Karasuyama e Utsunomiya |

## Stazioni adiacenti
| «                | Servizio         | »                |
| Linea Karasuyama | Linea Karasuyama | Linea Karasuyama |
| ---------------- | ---------------- | ---------------- |
| Hōshakuji        | Tutti i treni    | Niita            |